# Ex umbra in solem
Ex umbra in solem es una locución latina de uso actual que significa literalmente "Desde la sombra a la luz".
Gramaticalmente, está formada por:
- ex, preposición que indica procedencia ("de, desde")
- umbra, sustantivo en caso ablativo que significa "sombra"
- in, preposición que indica penetración (a diferencia de "ad" que sólo indica dirección)
- solem, acusativo del sustantivo sol, que significa "sol, luz"

Es usada en el escudo de la Universidad Técnica Federico Santa María fundada en 1929 en Valparaíso, Chile y en la Universidad de Cundinamarca fundada en 1969 en Colombia y fue realizada por el Diseñador Pedro Enrique Espitia Zambrano 
Composición musical. “Ex Umbra In Solem”. (Desde la sombra a la luz). Himno procesional de la Semana Santa. España. Autor: Ricardo Chiavetta.

- Datos: Q5852982